# Cyrtomium falcatum
Cyrtomium falcatum är en träjonväxtart som först beskrevs av Carl von Linné den yngre, och fick sitt nu gällande namn av Presl. Cyrtomium falcatum ingår i släktet Cyrtomium och familjen Dryopteridaceae. Inga underarter finns listade.

## Bildgalleri

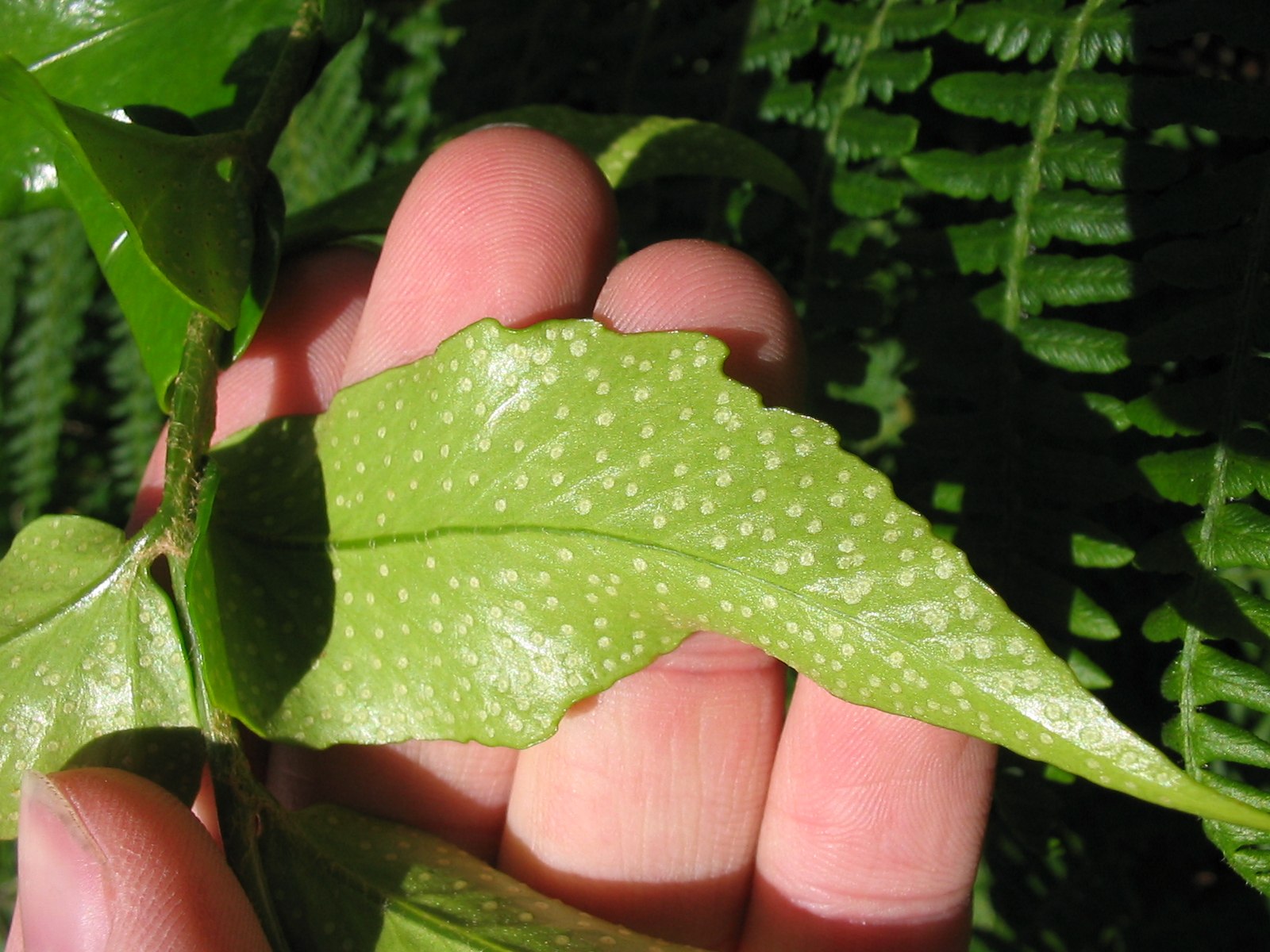
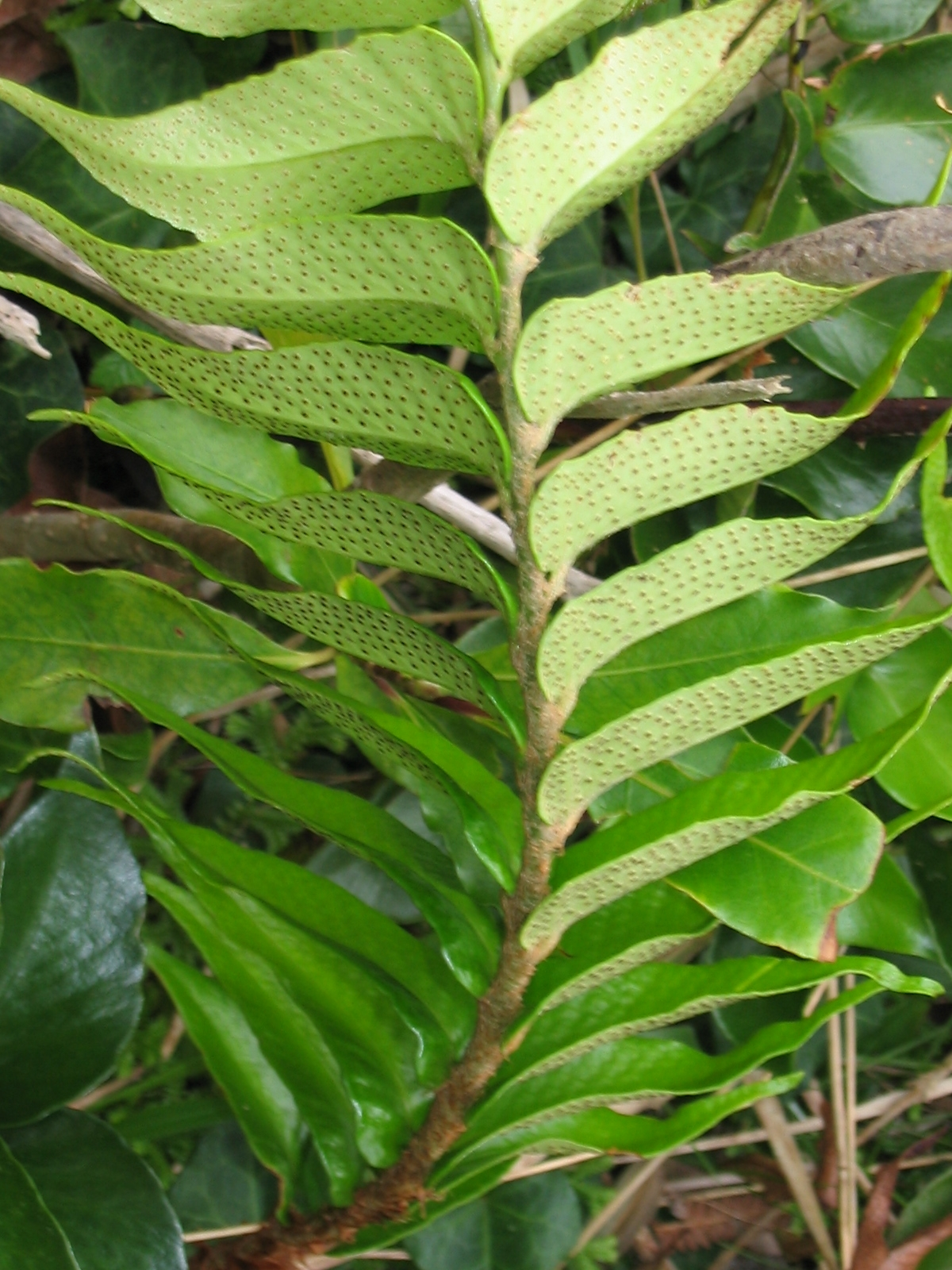
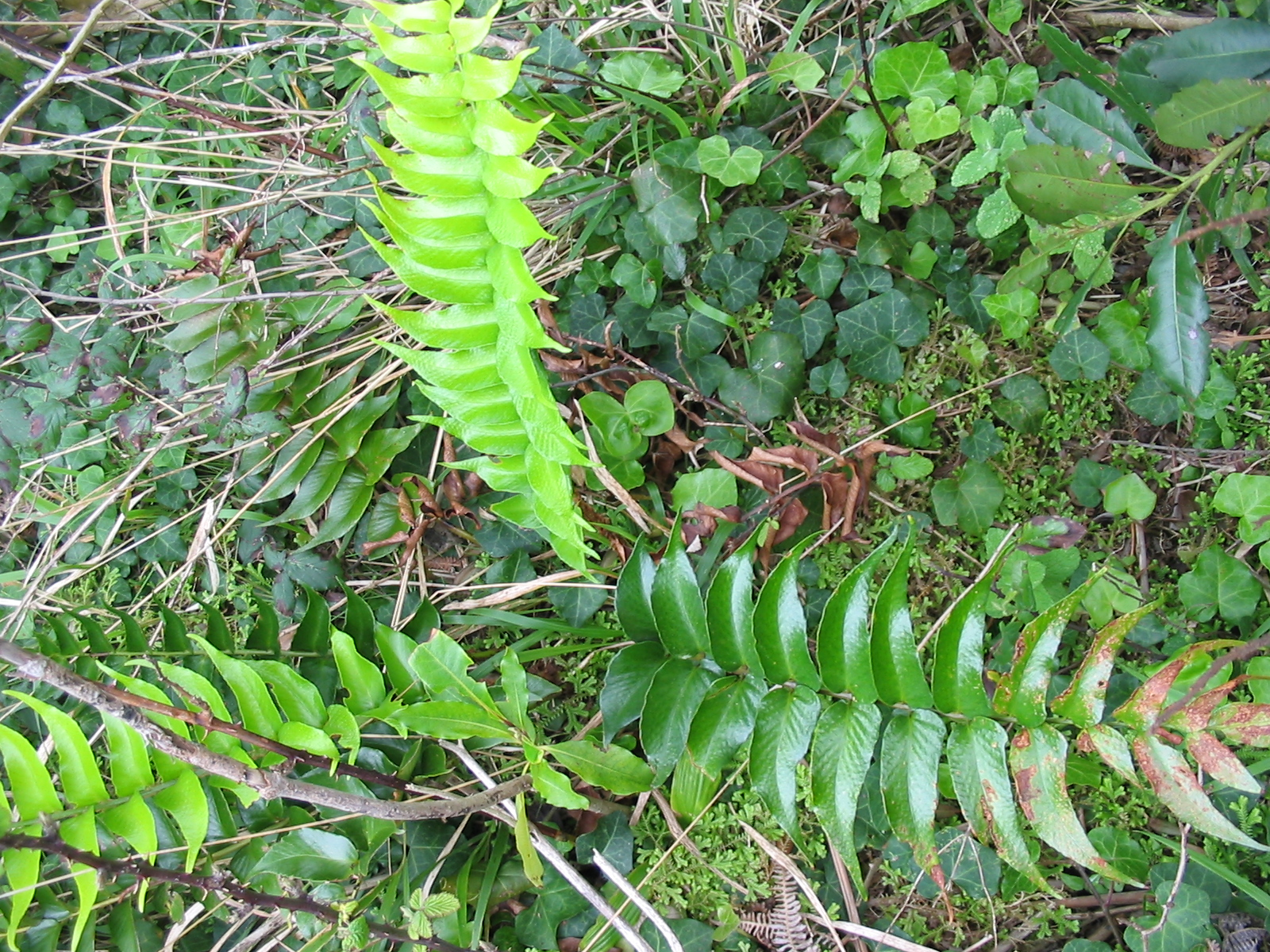
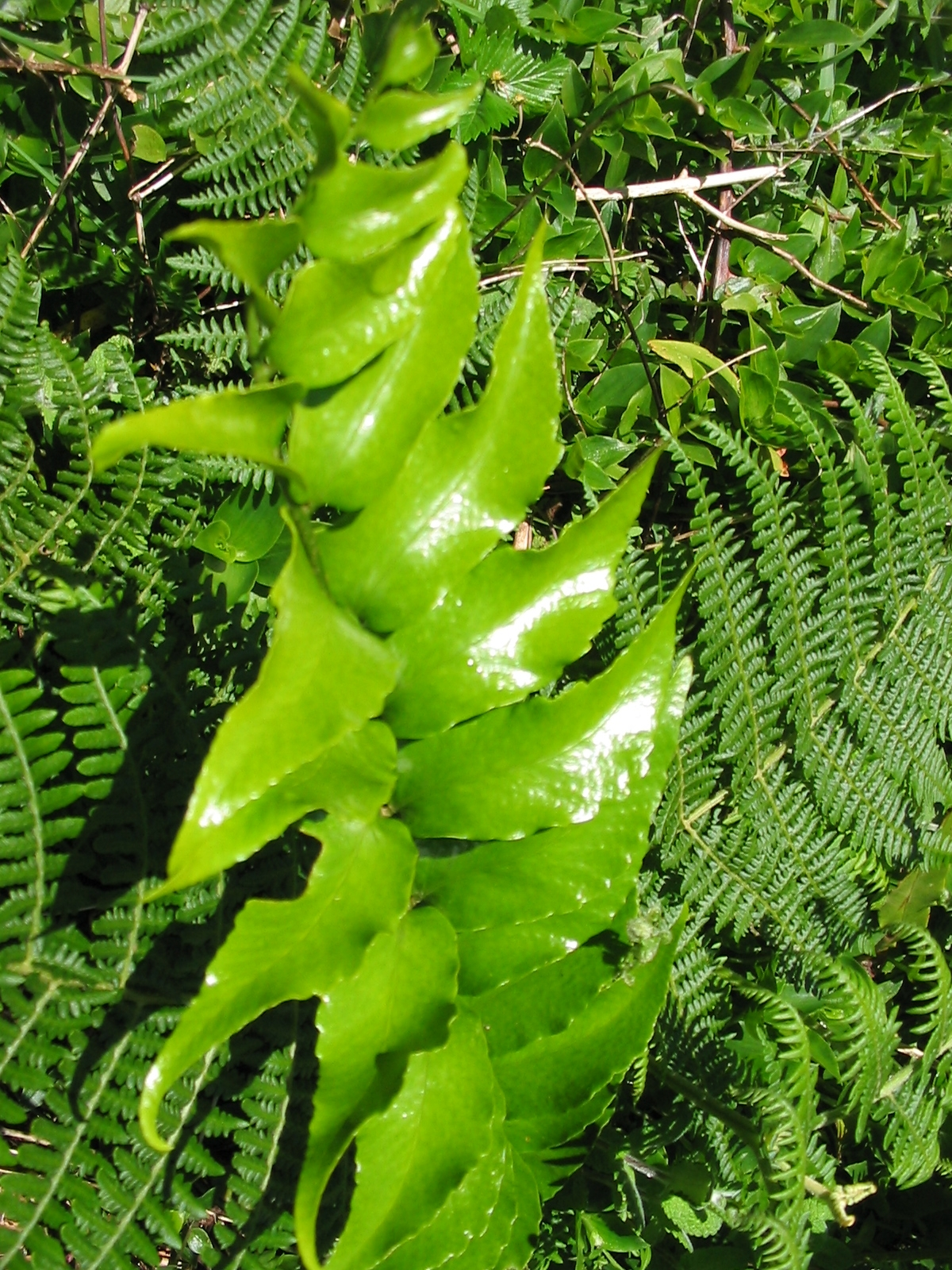
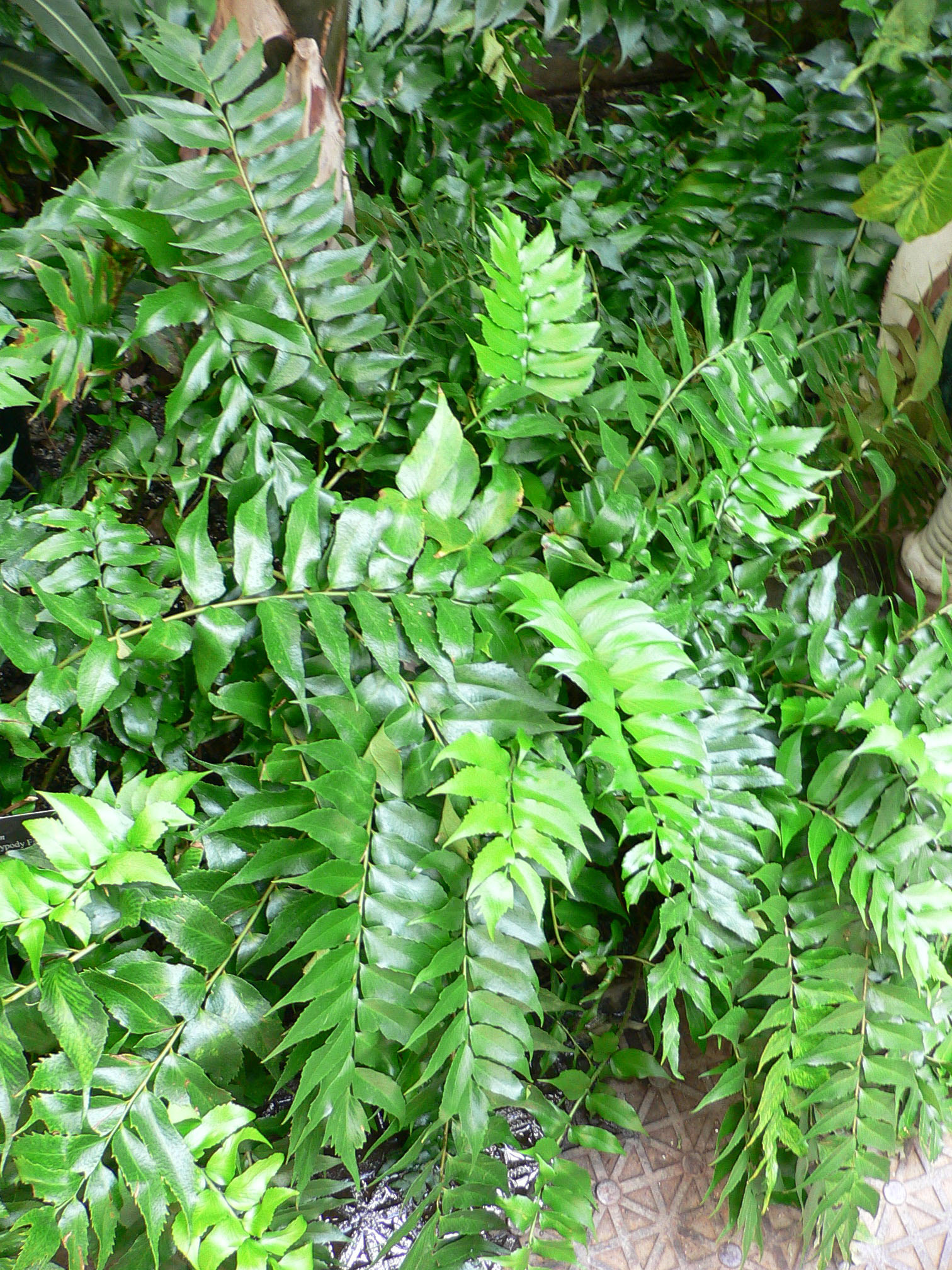
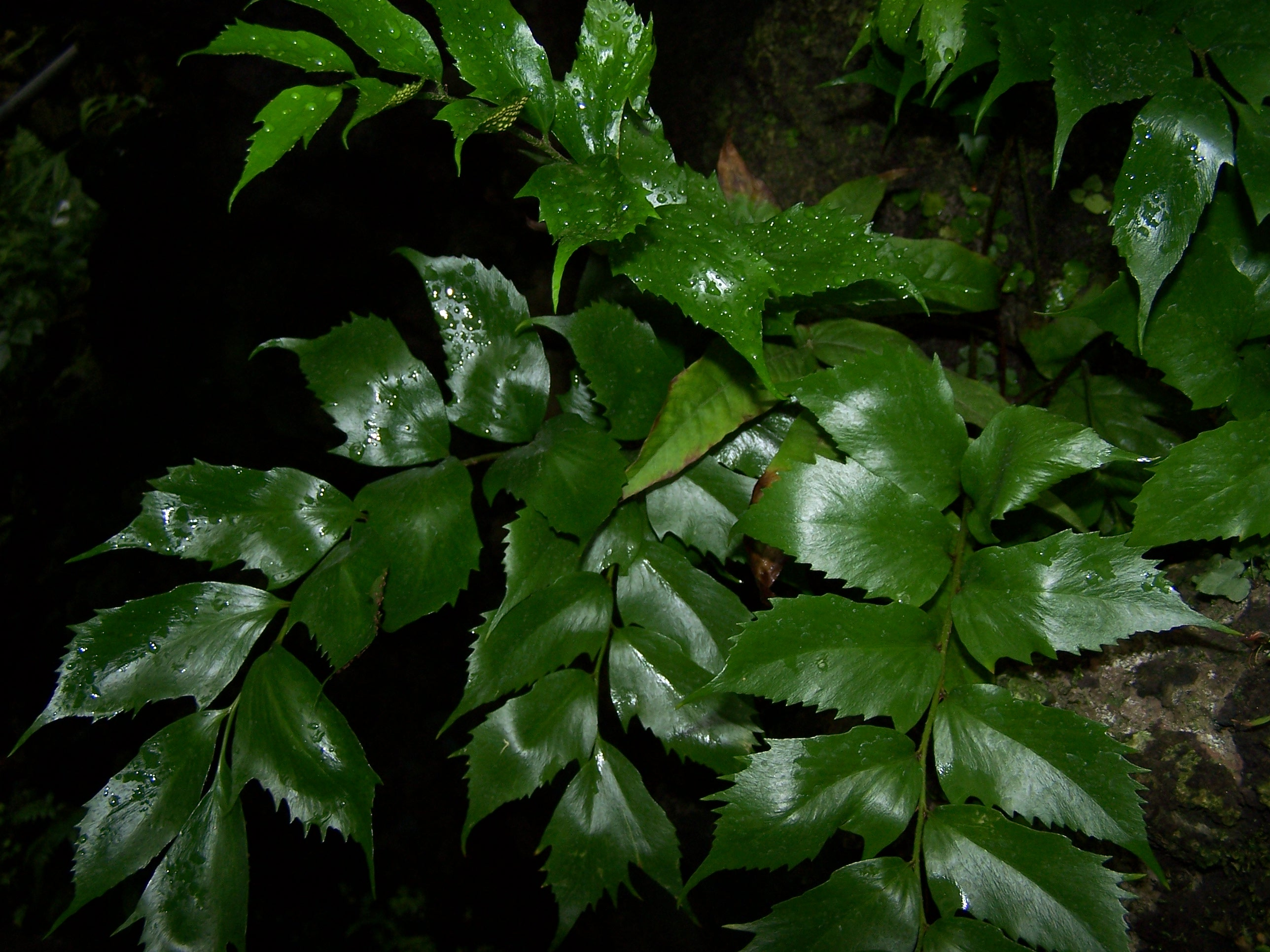